# 新田利恵
新田 利恵（にった りえ、1968年11月18日 - ）は、日本の元AV女優。
大阪府出身。身長:160cm。スリーサイズ:B86(D-70)・W60・H86。

## 略歴・人物
1998年頃にデビューした熟女系のAV女優で、同じAV女優の新田恵美と同一人物とされることがあるが、全くの別人である。
人妻や痴女といった“年上の女”や“お姉さん”的な設定での出演が多かった。その他、SM（概ね“M”として）やレズモノにも出演し、放尿やアナルセックスといったプレイもこなした。
「母乳」が出るAV女優としても知られ、乳首から滴り落ちたり、自ら乳房を揉み男優の顔や身体にかけるといったシーンを多くの作品で見ることができる 
2000年に引退。

## 出演作品

### アダルトビデオ
1993年
- 妊婦　元モデル　秋吉久美 （9月25日、HOP）オムニバス作品

1998年
- 一度でいいから知らない人と…29歳主婦（12/21、アテナ映像）

1999年
- マニアの悦覧室 第十回応募編 爆裂噴乳ア××奴隷 背徳人妻編 （01/15、アートビデオ）※「田中千代」名義
- 特選 あやしい人妻2（02/07、バズーカ）オムニバス作品
- 乳吹き巨乳マゾ（02/23、アートビデオ）　※「山口玲子」名義
- 彩熟女 序章（02/26、リスキー）
- 奥さんは母乳飛ばして潮吹いて SEX終われば優しい母に 人妻さんは、やっぱり凄い!!（02/27、BIG WAVE）
- 私は痴女18 痴貝妄想（03/16、クリスタル映像）オムニバス作品
- 熟女淫女隊 お姉様がおクチとアソコで叱ってあげるゥ!（03/21、アテナ映像）共演:北原志穂・藤崎由美
- 人妻学級11 不倫のススメ（03/30、マニアック）オムニバス作品
- 噴乳の女（4月2日、シネマジック）
- 魅惑の母乳ミセス1 （POOL CLUB）
- 噴乳牝奴隷（5月14日(VHS)/ 2003年3月28日(DVD)、シネマジック）
- お姉様淫女隊 シャブッてほしい?クワえてほしい?お姉様がイジッてあげる!（アテナ映像）共演:河崎しほ、増田ゆみ
- 人妻肛門責め 利恵30歳（ISAMU）
- 変態ママ（5月27日、ステージメディア）
- 東京婦女暴行列伝 麗しの新妻強姦（インスピレーション）
- 義母 第七章（バビロン）
- おしおき通信 けないおむつマニア 4（6月15日、シネマジック）
- 人妻SEXフレンド募集ビデオ3（08/27、エロチカ）オムニバス作品　※「新田理恵」名義
- 女尿1（TMインターナショナル）
- 踊る人妻（ソフト・オン・デマンド）
- お姉様淫女隊 ジラして犯してのどの奥まで咥えてあげる!（アテナ映像）共演:渡辺美乃、望月英子
- タブー 母と息子18（チャージプランニング）
- 貴婦人画報30 豪華極上編（ビッグモーカル）オムニバス作品
- 母乳を飛ばす団地妻 （曼荼羅）
- どすけべ奥さん 大狂乱2（東京音光）共演:浅野京子
- お姉様淫女隊 淫らな男にしてあげる（アテナ映像）共演:渡辺美乃、望月英子
- 恋乳3（アルファーインターナショナル）
- 新・ときめき熟女19（ルビー）
- 人妻ざかり 熟れ火照る三人の人妻達（ワイルドサイド）オムニバス作品
- 淫乱お母さん 変態熟女男狩り2（チャージプランニング）
- ハーレム大募集ビデオ4（SEXY）オムニバス作品
- 熟女交際 実録オバサン援交日記 （マダムジャック）
- ザ・母乳とばし8（VCA）
- 乳汁器4（TMインターナショナル）
- 倦怠期・欲求不満の妻6（グラスルーツ）
- 近親相姦 乳白色の絆2（TMインターナショナル）
- 痴女教師 中出し授業1（チャージプランニング）
- Newフェチビデオ 騎乗（Candy）オムニバス作品
- 素人マダムズ [LEVEL A] （10月29日、エロチカ）オムニバス作品
- お姉様淫女隊 咥え腰振り汁すする 不道徳だ～い好き淫女集団 （アテナ映像）共演:橋本真弓、望月英子
- 男喰い 舐め熟女（笠倉出版）共演:寺田美由紀
- 人間玩具2（TMインターナショナル）
- 宅配AV熟女優（ワールドユニティ）
- イケてる女将 好きもの女将 vs AV男優（ワールドユニティ）
- 燃えよ! オバン12 （GOLD OBAN）
- 美・ミセス ～禁断の個人面談～ VOL.1（マテリアル21）
- 獣姦　（アトリエY&K）
- 菊花熟女 特別編 完全肛門交配（マダム探偵局）オムニバス作品
- 淫らな兄嫁 （キング企画）
- 熟爛漫5 淫欲の果て～（ソフト・オン・デマンド）
- 手コキコキコキ2（ソフト・オン・デマンド）オムニバス作品
- みだら妻3（桃太郎映像出版）
- 熟れた女のセクシーリップ（BIG WAVE）
- 熟女屋外愛奴11 （マダム探偵局）
- 日常的猥褻遊戯 美塾女教師 奈緒美の場合（夢）　※「奈緒美」名義

2000年
- ミセス弁護士 小林ひとみ 禁欲の医療ミス（4月25日、V&Rプランニング）共演:小林ひとみ、南見ゆかり、泉カレン、沢村あずさ
- 熟女アイドル淫夢伝説（8月1日、現映社）他出演:牧原れい子、前川清子、川奈まり子、瀬戸麻衣子
- 浣腸コレクション エネマ痴帯 13（9月22日、シネマジック）他出演:川奈まり子、かわいもも ※ 2002年11月8日、アリーナ・エンターテイメントより再発売
- おばセラ1（チャージプランニング）
- お姉さんがしてあげるDX 二人におまかせ MILKY（レイディックス）共演:宮原淳
- 母乳物語3 淫ら妻・乳白色の宴（マダム探偵局）
- お姉様淫女隊 激しく淫らに犯してあげる! 新田利恵ファイナル（3月21日、アテナ映像）監督:代々木忠、共演:中島優子、秋野さやか
- マザコン天国（ハムレット）

2001年
- 熟爛漫 淫欲の果て～ シリーズ【第2巻】（6月20日、SOD）他出演:風間恭子

2002年
- A級カリスマダム伝説 熟女王PARTII（4月27日、宇宙企画）他多数出演 ※総集編
- 魅惑の母乳ミセス（6月27日、プールクラブエンターテイメント）他出演:杉山千尋

### オリジナルビデオ
1999年
- 三十路女医（JUNK） ※第1話「白衣欲情」主演